# Comer Vann Woodward
Comer Vann Woodward (Arkansas, 13 de novembro de 1908 — Hamden, 17 de dezembro de 1999) foi um historiador norte-americano, cujo trabalho tinha enfoque na América do Sul e nas relações raciais. Em 1982, venceu o Prêmio Pulitzer de História. was later incorporated into his book The Old World's New World.<ref>Woodward, Susan Lampland. «In Memoriam: Pete Woodward». Yale University Class of 1964. Consultado em 15 de dezembro de 2016</ref